# اینترسکوپ گفن ای‌اندام رکوردز

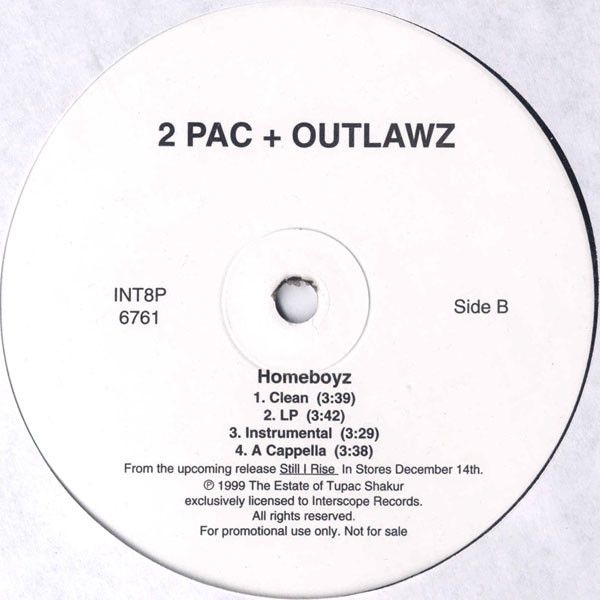
اینترسکوپ گفن ای‌اندام رکوردز

اینترسکوپ گفن ای‌اندام رکوردز (انگلیسی: Interscope Geffen A&M Records) یک شرکت پخش موسیقی آمریکایی متعلق به گروه موسیقی یونیورسال است که از شرکت‌های ضبط اینترسکوپ رکوردز، گفن رکوردز و ای‌اندام رکوردز تشکیل شده‌است.